# Tsuchiya Yukio
Yukio Tsuchiya (土屋 征夫 (Thổ-Ốc Chinh-Phu) Tsuchiya Yukio, sinh ngày 31 tháng 7 năm 1974) là một cầu thủ bóng đá người Nhật Bản. Anh hiện đang chơi cho câu lạc bộ Tokyo 23 FC.

## Sự nghiệp câu lạc bộ
Yukio Tsuchiya sinh ra ở Bunkyo, Tokyo vào ngày 31 tháng 7 năm 1974. Sau khi tốt nghiệp trung học, , anh chuyển đến Brazil vào năm 1994 và chơi cho Noroeste, Internacional Bebedouro và Barretos. Năm 1997, anh trở lại Nhật Bản và gia nhập câu lạc bộ thi đấu ở giải J1 Verdy Kawasaki (sau này là Tokyo Verdy). Anh ra mắt chính thức vào tháng 8 năm 1997 và chơi nhiều trận cùng đội. Năm 1999, anh chuyển đến Vissel Kobe với huấn luyện viên Kawakatsu. Anh được chuyển sang đá trung vệ và được chơi thường xuyên trong 6 mùa giải. Năm 2005, anh chuyển đến Kashiwa Reysol. Cho dù anh chơi khá tròn vai, nhưng câu lạc bộ đã bị xuống J2 League vào cuối mùa giải 2005. Năm 2006, anh chuyển đến Omiya Ardija. Anh đã chơi nhiều trận ở vị trí hậu vệ cánh trái. Năm 2007, anh chuyển đến câu lạc bộ chơi ở J2 League Tokyo Verdy. Năm 2013, anh chuyển đến câu lạc bộ giải J1 Ventforet Kofu . Anh thi đấu nhiều trận ở vị trí trung vệ ngoại trừ mùa giải 2014 vì chấn thương. Tuy nhiên, cơ hội ra sân của anh đã giảm đi vào năm 2017. Tháng 8 năm 2017, anh chuyển đến câu lạc bộ chơi ở giải J2, Kyoto Sanga FC  và chơi một vài trận. Năm 2018, anh chuyển đến câu lạc bộ Tokyo 23 FC.

## Thống kê câu lạc bộ
| Màn trình diễn | Màn trình diễn | Màn trình diễn | Giải | Giải      | Cúp             | Cúp             | Cúp Liên đoàn | Cúp Liên đoàn | Tổng  | Tổng      |
| Mùa            | Câu lạc bộ     | Giải           | Trận | Bàn thắng | Trận            | Bàn thắng       | Trận          | Bàn thắng     | Trận  | Bàn thắng |
| Nhật Bản       | Nhật Bản       | Nhật Bản       | Giải | Giải      | Cúp Thiên Hoàng | Cúp Thiên Hoàng | J.League Cup  | J.League Cup  | Total | Total     |
| -------------- | -------------- | -------------- | ---- | --------- | --------------- | --------------- | ------------- | ------------- | ----- | --------- |
| 1997           | Verdy Kawasaki | J1 League      | 4    | 0         | 0               | 0               | 0             | 0             | 4     | 0         |
| 1998           | Verdy Kawasaki | J1 League      | 14   | 0         | 3               | 1               | 1             | 0             | 18    | 1         |
| 1999           | Vissel Kobe    | J1 League      | 27   | 0         | 0               | 0               | 2             | 1             | 29    | 1         |
| 2000           | Vissel Kobe    | J1 League      | 28   | 2         | 4               | 0               | 3             | 0             | 35    | 2         |
| 2001           | Vissel Kobe    | J1 League      | 28   | 4         | 2               | 0               | 4             | 1             | 34    | 5         |
| 2002           | Vissel Kobe    | J1 League      | 28   | 1         | 1               | 0               | 6             | 0             | 35    | 1         |
| 2003           | Vissel Kobe    | J1 League      | 22   | 1         | 3               | 1               | 4             | 0             | 29    | 2         |
| 2004           | Vissel Kobe    | J1 League      | 21   | 1         | 1               | 0               | 6             | 0             | 28    | 1         |
| 2005           | Kashiwa Reysol | J1 League      | 30   | 2         | 2               | 0               | 2             | 0             | 34    | 2         |
| 2006           | Omiya Ardija   | J1 League      | 31   | 1         | 2               | 0               | 4             | 1             | 37    | 2         |
| 2007           | Tokyo Verdy    | J2 League      | 40   | 3         | 0               | 0               | -             | -             | 40    | 3         |
| 2008           | Tokyo Verdy    | J1 League      | 33   | 1         | 0               | 0               | 3             | 0             | 36    | 1         |
| 2009           | Tokyo Verdy    | J2 League      | 34   | 4         | 1               | 0               | -             | -             | 35    | 4         |
| 2010           | Tokyo Verdy    | J2 League      | 35   | 2         | 0               | 0               | -             | -             | 35    | 2         |
| 2011           | Tokyo Verdy    | J2 League      | 35   | 3         | 2               | 1               | -             | -             | 37    | 4         |
| 2012           | Tokyo Verdy    | J2 League      | 31   | 1         | 1               | 0               | -             | -             | 32    | 1         |
| 2013           | Ventforet Kofu | J1 League      | 22   | 2         | 2               | 0               | 1             | 0             | 25    | 2         |
| 2014           | Ventforet Kofu | J1 League      | 0    | 0         | 0               | 0               | 0             | 0             | 0     | 0         |
| 2015           | Ventforet Kofu | J1 League      | 22   | 0         | 1               | 0               | 1             | 0             | 24    | 0         |
| 2016           | Ventforet Kofu | J1 League      | 20   | 0         | 0               | 0               | 1             | 0             | 21    | 0         |
| 2017           | Ventforet Kofu | J1 League      | 0    | 0         | 1               | 0               | 5             | 1             | 6     | 1         |
| 2017           | Kyoto Sanga FC | J2 League      | 6    | 0         | 0               | 0               | -             | -             | 6     | 0         |
| Tổng           | Tổng           | Tổng           | 511  | 28        | 26              | 3               | 43            | 4             | 580   | 35        |